# Гулько, Борис Яковлевич
Бори́с Я́ковлевич Гулько́ (1897, Житомир—1939, Москва, Донской крематорий) — ответственный сотрудник НКВД СССР, заместитель начальника 1-го (оперативного) отдела ГУГБ НКВД СССР, старший майор государственной безопасности (1935). Расстрелян в 1939 году, реабилитирован посмертно.

## Биография
Родился в еврейской семье. Работал приказчиком в  городах Житомире и Одессе. С 1916 года рядовой 159-го запасного полка Русской императорской армии. Член РКП(б) с 1919 года. С 1919 до 1921 год на службе в РККА.
В органах ВЧК-ГПУ-НКВД с 1921 года:  в 1921-1924 годах на ответственных должностях в экономическом и информационно-регистрационном отделах Волынской, Екатеринославской губернских ЧК и ГПУ Украины. С 1924 по 1931 год уполномоченный экономического отдела, начальник контр-разведывательного отдела полномочного представительства ОГПУ по Дальневосточному военному округу, уполномоченный контр-разведывательного и информационного отделов полномочного представительства ОГПУ по Средней Азии. С 1931 до 1935 год на руководящих должностях в Оперативном отделе (опероде) ОГПУ-НКВД СССР: помощник начальника отделения, помощник начальника отдела. С 1935 года заместитель начальника 1-го (оперативного) отдела ГУГБ НКВД СССР. С 1936 года по момент ареста в  1938 году заместитель начальника отдела охраны ГУГБ НКВД СССР.
Арестован 3 октября 1938 года в рамках арестов среди личного состава Отдела охраны ГУГБ НКВД СССР (И. Я. Дагин, Н. Т. Зарифов и др.), инициированных Л. П. Берией. Внесён в список Берии — Вышинского за 15 февраля 1939 года по 1-й категории. Осуждён 22 февраля 1939 года Военной коллегией Верховного суда СССР по обвинению в участии в «контр-революционной террористической организации в органах НКВД» и приговорён к расстрелу. Расстрелян в ночь на 23 февраля 1939 года вместе с группой руководящих сотрудников НКВД СССР, в т.ч. коллегами Гулько по работе в центральном аппарате ГУГБ ( Н. М. Быстрых, Я. М.  Вейншток, В. С. Агас, С. Г. Волынский, М. Л. Гатов, С. Г. Гендин, М. А. Листенгурт, С. Б. Балаян). Место захоронения — могила невостребованных прахов №1 крематория Донского кладбища. Посмертно реабилитирован 5 сентября 1956 года Военной коллегией Верховного суда СССР.

### Звания
- старший майор государственной безопасности, 29.11.1935.

### Адрес
Москва, улица Грановского, дом 3, квартира 80.

## Награды
- Орден Красного Знамени (1937)
- Орден Красной Звезды  (14 мая 1936) — «за организацию и проведение образцового порядка в день первомайского парада и демонстрации»[2]